# Corpet-Louvet 1′C t SE 3751-3758

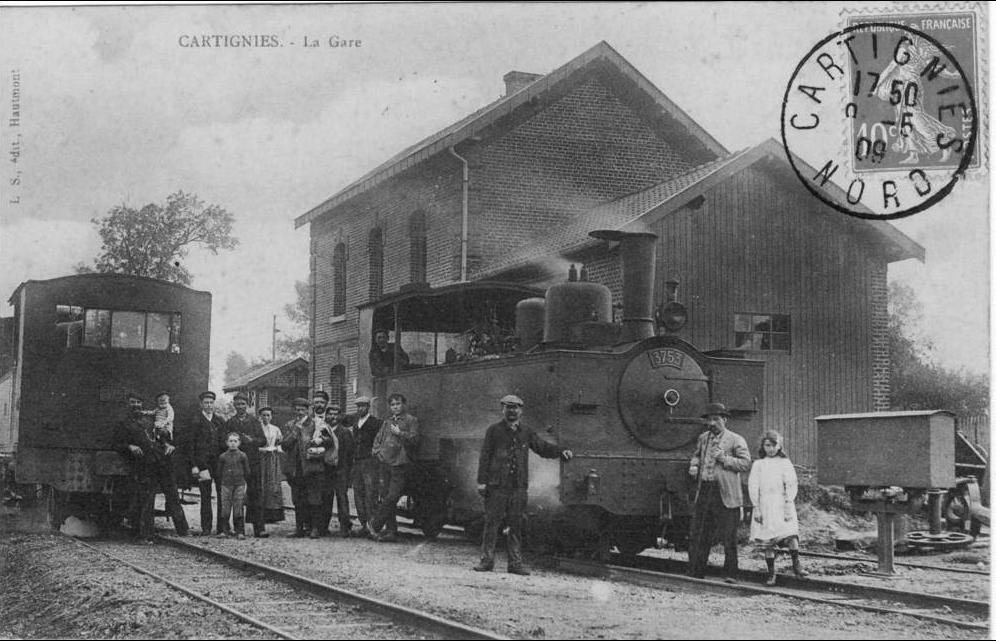
Deux locomotives C2t dont la 3753 à droite en gare de Cartignies.

La Corpet-Louvet 1′C t ou 130 T est un modèle de locomotive à vapeur construit par Corpet-Louvet pour la Société générale des chemins de fer économiques (SE).

## Histoire
Elles sont livrées au cours de l'année 1907 et affectées au groupe sud du Réseau du Nord de la compagnie. Elles sont conçues pour circuler cabine en avant d'où leur type 1′C t (130T).

## Caractéristiques[1]
- Nombre : 8 ;
- Numéros constructeur : 1117-1124 ;
- Numéros : 3751 à 3758 ;
- Type : 1′C t (130 T) tender  ;
- Écartement : métrique (1 000 mm) ;
- Poids à vide : 20,8 tonnes[réf. nécessaire] ;
- Livraison : 1907.